# Едвардс (Колорадо)
Едвардс (англ. Edwards) — переписна місцевість (CDP) в США, в окрузі Ігл штату Колорадо. Населення — 11 246 осіб (2020).

## Географія
Едвардс розташований за координатами 39°36′43″ пн. ш. 106°37′11″ зх. д. / 39.61194° пн. ш. 106.61972° зх. д. (39.611824, -106.619702).  За даними Бюро перепису населення США в 2010 році переписна місцевість мала площу 69,41 км², з яких 69,01 км² — суходіл та 0,40 км² — водойми.

## Демографія
Згідно з переписом 2010 року, у переписній місцевості мешкало 10 266 осіб у 3642 домогосподарствах у складі 2465 родин. Густота населення становила 148 осіб/км².  Було 5260 помешкань (76/км²).
Расовий склад населення:
| - 86,5 % — білих - 0,9 % — азіатів - 0,5 % — чорних або афроамериканців - 0,3 % — корінних американців - 10,6 % — осіб інших рас |

До двох чи більше рас належало 1,2 %. Частка іспаномовних становила 31,4 % від усіх жителів.
За віковим діапазоном населення розподілялося таким чином: 25,5 % — особи молодші 18 років, 68,3 % — особи у віці 18—64 років, 6,2 % — особи у віці 65 років та старші. Медіана віку мешканця становила 34,9 року. На 100 осіб жіночої статі у переписній місцевості припадало 107,6 чоловіків;  на 100 жінок у віці від 18 років та старших — 108,7 чоловіків також старших 18 років.
Середній дохід на одне домашнє господарство  становив 113 471 долар США (медіана — 74 347), а середній дохід на одну сім'ю — 122 797 доларів (медіана — 80 027). Медіана доходів становила 46 067 доларів для чоловіків та 35 469 доларів для жінок. За межею бідності перебувало 16,1 % осіб, у тому числі 29,0 % дітей у віці до 18 років та 1,2 % осіб у віці 65 років та старших.
Цивільне працевлаштоване населення становило 5657 осіб. Основні галузі зайнятості: мистецтво, розваги та відпочинок — 27,5 %, науковці, спеціалісти, менеджери — 16,4 %, роздрібна торгівля — 12,8 %, освіта, охорона здоров'я та соціальна допомога — 11,4 %.